# Stora Mellösa
Stora Mellösa è un'area urbana del comune di Örebro, posto nell'omonima contea in Svezia.